# Mé-Zóchi
El districte de Mé-Zóchi és un dels 6 districtes en què s'organitza territorialment la República Democràtica de São Tomé i Príncipe. Aporta 13 escons a l'Assemblea Nacional de São Tomé i Príncipe.

## Característiques
El districte de Mé-Zóchi ocupa el centre nord de l'illa de São Tomé i limita, al nord amb els districtes de Lobata i Água Grande, a l'oest amb el de Lembá, al sud amb els de Caué i Cantagalo i a l'est té un petit fragment de costa amb l'oceà Atlàntic. Té una extensió de 122 km² i una població de 44.752 habitants, segons el cens de 2012, el segon districte més poblat després del de la capital. La seva capital és la vila de Trindade. La part occidental roman boscosa i forma part del Parc Natural d'Ôbo, parts de la part oriental són boscoses incloent àrees que han estat reforestades però sobretot com a boscos secundaris. Les plantacions tropicals són de cacau i cafè i algunes de bananes.

## Població
- 1940 18,422 (30.4% de la població nacional)
- 1950 18,056 (30.0% de la població nacional)
- 1960 20,374 (31.7% de la població nacional)
- 1970 20,550 (27.9% de la població nacional)
- 1981 24,258 (25.1% de la població nacional)
- 1991 29,758 (25.3% de la població nacional)
- 2001 35,105 (25.5% de la població nacional)
- 2008 40,414 (est.)

## Assentaments
El principal assentament és la ciutat de Trindade. Altres assentaments són:
- Água Creola
- Água Gunu - the name Gunu of Angolan origin
- Alice
- Almas
- Blublu
- Bobo Foro
- Bombom
- Caixão Grande
- Caminho Novo
- Cruzeiro
- Folha Fede
- Monte Café
- Plateau
- Piedade
- Praia Melão
- Quinta da Graça
- Santa Cruz

## Economia
El seu principal recurs econòmic és l'agricultura i conforma una gran part de la producció agrícola al país; el cafè i el cacau són les seves principals produccions, fins i tot les exportacions al país. Segons l'INE, el 26,28% de la població rural nacional del país és del districte.

## Persones notables
- Francisco Fortunato Pires, diputat de 1994 a 2002
- Filipe Santo, cantant